# آنتونیو ویوالدی
آنتونیو لوچو ویوالدی (به ایتالیایی: Antonio Lucio Vivaldi) آهنگساز و ویولونیست چیره‌دست دوره باروک بود. او به‌همراه یوهان سباستین باخ و جرج فردریک هندل از پیشتازان سبک موسیقی باروک بودند. آثار او در طول عمرش در سرتاسر اروپا به مقلدان و ستایشگران‌اش الهام بسیاری می‌بخشیدند. او پیشرفت‌های بسیاری در ارکستراسیون، تکنیک‌های ویولن و موسیقی برنامه‌ای پدید آورد.

## زندگی

### جوانی
آنتونیو لوچو ویوالدی (4 مارس 1678 - 28 ژوئیه 1741) آهنگساز ایتالیایی، ویولن نواز و امپرساریو موسیقی باروک بود. ویوالدی همراه با یوهان سباستین باخ و جورج فریدریک هندل در زمره بزرگترین آهنگسازان باروک قرار می گیرد و تأثیر او در طول زندگی او در سراسر اروپا گسترده بود و منشأ بسیاری از مقلدان و ستایشگران شد.
او پیشگام بسیاری از پیشرفت ها در ارکستراسیون، تکنیک ویولن و موسیقی برنامه ای بود.او فرم نوظهور کنسرتو را به یک اصطلاح کاملاً پذیرفته شده و پیرو آن تثبیت کرد.
ویوالدی کنسرتوهای دستگاهی بسیاری را برای ویولن و انواع دیگر آلات موسیقی و همچنین آثار کرال مقدس و بیش از پنجاه اپرا ساخت. معروف ترین اثر او مجموعه ای از کنسرتوهای ویولن است که به نام چهار فصل شناخته می شود.
بسیاری از ساخته های او برای گروه موسیقی زنانه Ospedale della Pietà، خانه ای برای کودکان رها شده، نوشته شده است. ویوالدی در سن 15 سالگی شروع به تحصیل برای کشیشی کرد و در 25 سالگی منصوب شد، اما به دلیل یک مشکل بهداشتی دیگر از برگزاری مراسم عمومی محروم شد. او به دلیل آسم و نفس تنگی از کشیشی دست کشید.
روزی ویوالدی در یکی از مراسم کلیسا قطعه ای به ذهنش رسید و صبر نکرد و از آن مراسم خارج شد تا آن قطعه را بنویسد.
ویوالدی همچنین با اجرای گران قیمت اپرای خود در ونیز، مانتوآ و وین موفقیت هایی کسب کرد. پس از ملاقات با امپراتور چارلز ششم، ویوالدی به امید حمایت سلطنتی به وین نقل مکان کرد. با این حال، امپراتور بلافاصله پس از ورود ویوالدی درگذشت و خود ویوالدی کمتر از یک سال بعد در فقر درگذشت.
پس از تقریباً دو قرن افول، شهرت موسیقایی ویوالدی در اوایل قرن بیستم با تحقیقات علمی زیادی که به آثار وی اختصاص یافته بود، احیا شد. بسیاری از ساخته‌های ویوالدی، که زمانی گمان می‌رفت گم‌شده بودند، دوباره کشف شده‌اند - برخی به تازگی در سال 2015. موسیقی او در حال حاضر به طور گسترده ای محبوب است و به طور منظم در سراسر جهان پخش می شود.

### در پرورشگاه اوسپداله دلا پیتا

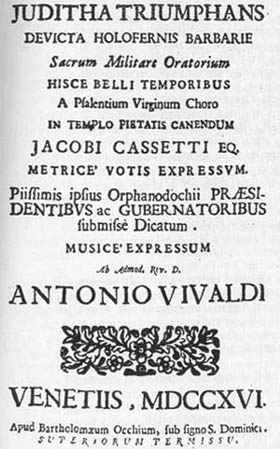

ویوالدی در ۱ دسامبر ۱۷۰۳ به سمت استادی ویولن پرورشگاهی در ونیز به نام اوسپداله دلا پیِتا برگزیده شد. هدف این مؤسسه دادن سرپناه و تعلیم و تربیت به کودکان یتیم و بی‌سرپرست بود. پسران در این یتیم‌خانه پیشه‌ای می‌آموختند و در ۱۵ سالگی مجبور به ترک آنجا بودند. دختران تحت آموزش‌های موسیقایی قرار می‌گرفتند که مستعدترین آن‌ها به عضویت ارکستر و گروه کر مشهور این پرورشگاه درمی‌آمدند.
ویوالدی بسیاری از کنسرتوها، کانتاتها و قطعات مذهبی خود را برای کودکان این پرورشگاه تصنیف کرده‌است. او در ۱۷۰۱ علاوه بر آموزش ویولن وظیفهٔ آموختن ویول لایرا را نیز عهده‌دار شد.
روابط ویوالدی با هیئت مدیره اوسپداله اغلب تیره و تار بود. این هیئت مدیره وظیفه داشت هر سال یک رای‌گیری جهت مشخص شدن باقی‌ماندن یا نماندن یک معلم در سمت خود، برگزار می‌کرد. به ندرت اتفاق می‌افتاد که هیئت مدیره به‌طور متفق‌القول رای مثبت به ویوالدی بدهد که سرانجام او در ۱۷۰۹ شغل خود را به خاطر ۷ رای مخالف در برابر ۶ رای موافق از دست داد. اما پس از یک سال دوباره فراخوانده شد؛ هیئت مدیره اوسپداله در این مدت به ارزش ویوالدی پی برده بود. او در ۱۷۱۳ مسئول فعالیت‌های موسیقایی مؤسسه شد.
در خلال این سال‌ها بود که ویوالدی بسیاری از قطعات خود را که شامل بسیاری از اپراها و کنسرتوهای او می‌شود، نوشت. در ۱۷۰۵ اولین مجموعه کارهایش را منتشر ساخت: اپوس ۱ او که متشکل است از ۱۲ سونات برای ۲ ویولن و فیگور باس. در ۱۷۰۹ مجموعه دوم او (اپوس ۲) که ۱۲ سونات برای ویولن و فیگور باس بود منتشر گشت. مجموعه ۱۲ کنسرتو برای یک، دو و چهار ویولن و زهی‌هایش (اپوس ۳) را که با نام «لسترو آرمونیکو» در آمستردام در ۱۷۱۱ انتشار داد، موفقیتی در کل اروپا برای او محسوب می‌شد و در ۱۷۱۴ بود که کلکسیون کنسرتوهای ویلن سولو و زهی‌ها (اپوس ۴) که «لا استراواگانتزا» نام داشت، چاپ شد.
ویوالدی در فوریه ۱۷۱۱ همراه با پدرش به برشا، جایی که مجموعه استابات ماتر او اجرا شد، عزیمت کرد. به نظر می‌رسد که این قطعه با عجله نوشته شده باشد: بخش زهی قطعه ساده است، موسیقی سه بخش اول در سه بخش بعدی تکرار شده‌است؛ با این حال این اثر از محتوای موسیقایی خوبی برخوردار بوده و از اولین شاهکارهای ویوالدی محسوب می‌شود.
او در ۱۷۱۸ شروع به مسافرت کرد. با وجود مسافرت‌های متعدد ویوالدی، پیتا از وی درخواست کرد که هر ماه دو کنسرتو برای ارکستر پرورشگاه بسازد و با آن‌ها تمرین کند. اسناد پیتا نشان می‌دهد که بین سال‌های ۱۷۲۳ تا ۱۷۲۹، وی ۱۴۰ کنسرتو تصنیف نموده‌است.

### مدیریت اپرا
اپرا در ونیز در اوایل قرن هجدهم عام‌ترین نوع موسیقی و سودآورترین آن‌ها برای آهنگسازان بود. در این شهر سالن‌های اپرای زیادی برای نمایش عمومی وجود داشت. ویوالدی فعالیت خود را در زمینه اپرا این‌گونه شروع کرد: اپرای نخست او با عنوان «اوتونه این ویلا» در ونیز اجرا نشد بلکه در ۱۷۱۳ در ویچنزا به نمایش گذاشته شد. در آن سال ویوالدی به ونیز رفت و مدیر اپرای تئاتر سنت آنجلو شد، همان جایی که اپرای «اورلاندو فینتو پاتزو» را به اجرا گذاشت؛ هرچند که این اپرا مورد استقبال عمومی قرار نگرفت تا آنجا که ویوالدی مجبور شد پس از دو هفته اجرای آن را متوقف کند و به جای آن، یکی دیگر از اپراهایش را که در گذشته اجرا شده بود به نمایش بگذارد. او در ۱۷۱۵ «نِرونه فاتا چِزاره» که گم شده‌است، را عرضه کرد. موسیقی آن را هفت آهنگساز تنظیم کرده بودند که ویوالدی با تصنیف یازده آریا این گروه را رهبری می‌کرد؛ در آن زمان این اپرا موفقیت زیادی برای او به همراه آورد. ویوالدی در فصل بعدی تصمیم گرفت اپرای «آرسیلدا، رجینا دی پونتو» را که به‌طور کامل خودش نوشته بود را اجرا کند.

### کمال

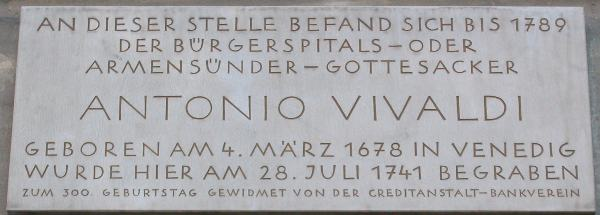
آرامگاه ویوالدی در وین (کارلزپلاتس) امروزه ساختمان اصلی دانشگاه فنی وین

در ۱۷۱۷ یا ۱۷۱۸ کار خوب دیگری به ویوالدی پیشنهاد شد که مقام مایسترو دی کاپلایی در کاخ شاهزاده فیلیپ فون هسن–دارمشتادت، فرمانروای منتووا بود. او سه سال در آن جا ماند و اپراهای بسیاری همانند تیتو مانلیو (RV ۷۳۸) را ساخت. او در ۱۷۲۱ به میلان، جایی که درام روستایی "لا سیلیویاً (RV ۷۳۴، گم شده) را آفرید، رفت و دوباره در سال پس از آن اوراتوریوی دیگری را نوشت. گام بزرگ دیگر او حرکت به رم در سال ۱۷۲۲ بود یعنی جایی که اپراهای او در سبکی نو مطرح شد و همان جایی که پاپ تازه بندیکت سیزدهم، ویوالدی را جهت نواختن موسیقی فراخواند.
در همین زمان‌ها بود که او کنسرتوهای آشنای چهار فصل را نوشت. بن‌مایه الهام آن‌ها شاید ییلاق پیرامون منتووا بوده باشد. این کنسرتوها جنبش نویی در ادراک موسیقی به وجود آوردند: در آن‌ها او نهرهای روان، آواز پرندگان، واق واق سگ‌ها، وزوز حشره‌ها، چوپان‌های جار زننده، تندبادها، رقاص‌های مست، شب‌های خاموش، چشم‌اندازهای یخ زده، اسکی بازی کودکان بر روی یخ، و آتش روشن کردن را به نمایش گذاشته‌است.

## درگذشت
شب ۲۷/۲۸ ژوئیه ۱۷۴۱ در سن ۶۳ سالگی بر اثر عفونت داخلی درگذشت و در شهر وين در محلی كه امروز محل دانشگاه فني اين شهر است به خاك سپرده شد.

## یادداشت
1. ↑  l'Estro Armonico
2. ↑  La Stravaganza
3. ↑  ottone in villa
4. ↑  Orlando finto pazzo
5. ↑  Nerone fatto Cesare
6. ↑  Arsilda, regina di Ponto